# Josephine Chukwunonye
Josephine Chukwunonye (19 marzo 1992) è una calciatrice nigeriana, difensore dell'Asarums e della nazionale nigeriana.

## Carriera

### Club
Josephine inizia a giocare nel Rivers Angels Football Club nella Nigerian Women Football League dove vince sei titoli. Nel giugno 2015 annuncia di trasferirsi nel Washington Spirit squadra americana militante in National Women's Soccer League. Chukwunonye è stata la seconda nigeriana a far parte di questo club dopo Francisca Ordega. Successivamente nel marzo 2016 si trasferisce nel Vittsjö Gymnastik och Idrottsklubb, squadra con cui gioca in Damallsvenskan, primo livello del campionato svedese femminile di calcio, il campionato entrante e condividendo con le compagne l'ottavo posto e la conseguente salvezza.
Dalla stagione 2018 si trasferisce all'Asarums, squadra che milita in Division 1, terzo livello del campionato svedese di categoria.

### Nazionale

#### Giovanili
Ha giocato con le nazionali giovanili il Campionato mondiale femminile Under 17 di calcio 2008 in cui la sua squadra è uscita nella fase a gironi e il Campionato mondiale femminile Under 20 di calcio 2012 dove invece è arrivata al quarto posto.

#### Maggiore
Josephine Chukwunonye ha giocato per la propria nazionale in diverse edizioni del Campionato mondiale femminile di calcio, nello specifico nel 2011 e  2015. In entrambe le edizioni però la sua squadra viene eliminata nella fase a gironi.
Ha partecipato alla sua prima Coppa delle Nazioni Africane femminile nell'edizione 2010 dove vince il titolo grazie alla vittoria in finale per 4-2 contro la Nazionale di calcio femminile della Guinea Equatoriale. Il Campionato africano femminile di calcio 2012 si rileva invece amaro per la Nazionale che giunge solo al quarto posto. Si riaggiudica il titolo nell'edizione 2014, grazie alla vittoria in finale contro il Camerun per 2 a 0, e nell'edizione di Ghana 2018, superando in finale il Sudafrica solo ai tiri di rigore.

## Palmarès

### Club
- Nigerian Women Football League: 1

2009-2010
- Nigerian Women's Cup: 5

2009-2010, 2010-2011, 2011-2012, 2012-2013, 2013-2014

### Nazionale
- Coppa delle Nazioni Africane femminile 2018: 2

2010, 2014, 2018